# Nyt Helsingør Stadion
Nyt Helsingør Stadion – stadion piłkarski w Helsingør, w Danii. Został otwarty 8 sierpnia 2019 roku. Może pomieścić 4000 widzów (w tym 1000 na zadaszonej trybunie głównej). Swoje spotkania rozgrywają na nim piłkarze klubu FC Helsingør.
Budowę nowego stadionu w Helsingør (mającego zastąpić stary Helsingør Stadion) planowano już od lat 90. XX wieku, ale ostatecznym impulsem do powstania areny był awans piłkarzy FC Helsingør do Superligaen w 2017 roku. Budowę rozpoczęto w czerwcu 2018 roku, a otwarcie nowego obiektu miało miejsce 8 sierpnia 2019 roku. Stadion powstał tuż obok hali sportowej Helsingørhallen. Koszt budowy wyniósł 81 mln koron. Nowy stadion wyposażony jest m.in. w sztuczną murawę oraz oświetlenie.